# عبد الرحمن كوكو
عبد الرحمن كوكو (26 أكتوبر 1998) هو لاعب كرة قدم سوداني محترف يلعب في مركز المدافع.
ولدت كوكو في القاهرة لأبوين سودانيين. وفي عام 2004، هاجرت عائلته إلى واكيلي، نيو ساوث ويلز، أستراليا، غرب العاصمة سيدني. بدأت مسيرته الرياضية مع نادي الهواة Hinchinbrook True Blues في عام 2014 ومن ثم إلى نادي الشباب ويسترن سيدني واندررز.
ودرس هناك حتى المرحلة الثانوية، ثم حصل على منحة دراسية من جامعة ولاية كاليفورنيا إيست باي عام 2018 وحصل على بكالوريوس العلوم التطبيقية، تخصص الإدارة الرياضية وكرة القدم، عام 2021. بعد حصوله على درجة البكالوريوس، عاد إلى أستراليا ولعب كهاوٍ مع فريق ويسترن سيدني واندررز. في فبراير 2023، وقع عقدًا لموسم واحد مع فريق Green Gully SC، وهو نادي من الدرجة الثانية في أستراليا. وفي 11 ديسمبر 2023، جدد عقده مع النادي لموسم إضافي. وينتهي عقده في ديسمبر 2024.
في مارس 2024، تم استدعاؤه لقائمة منتخب السودان لكرة القدم لأول مرة مع زميله محمد آدم. وشارك في المباراتين الوديتين لغينيا بيساو ضمن نافذة الفيفا في مارس 2024 بالمغرب.
واتفق معه نادي المريخ لمدة موسمين، على أن ينضم للفريق بعد استكمال مباراتي السودان أمام موريتانيا وجنوب السودان في تصفيات كأس العالم في يونيو 2024.